# Аз, Олга Хепнарова
„Аз, О̀лга Хѐпнарова“ (на чешки: Já, Olga Hepnarová) е чешки игрален филм от 2016 г. на режисьорите Томаш Вайнреб и Петер Казда. Копродукция между Чехия, Полша, Словакия и Франция.
Първата прожекция на филма е по време на 66-ия международен кино фестивал „Берлинале“ на 11 февруари 2016 г. Премиерата му в България е на 15 март 2016 г. в Дома на киното в София по време на XX международен филмов фестивал София Филм Фест, като част от международната конкурсна програма на фестивала. Премиерата му в Чехия се състои на 24 март 2016 г.

## Сюжет
Внимание:  Текстът по-долу разкрива сюжета на произведението (или части от него)!
Действието във филма се развива през 1970-те години и представя проблемите, с които се сблъскват младите хора, заради различията си – раса, пол или сексуална ориентация. Олга Хепнарова е 22-годишна самотна лесбийка, отчуждена от семейство си. Невъзможността ѝ да общува с други хора и параноичното ѝ самоизучаване са причина да прекрачи границата на човечността. Показва се човека зад масовия убиец, но без да възвеличава или омаловажава престъплението, извършено от Олга. Чрез писмата ѝ зрителите навлизат в психиката на Олга и добиват представа за отчуждението и задълбочаващата се самота, докато се извършва ретроспекция на събитията, довели до престъплението.